# Clasa 1E (Africa de Sud)

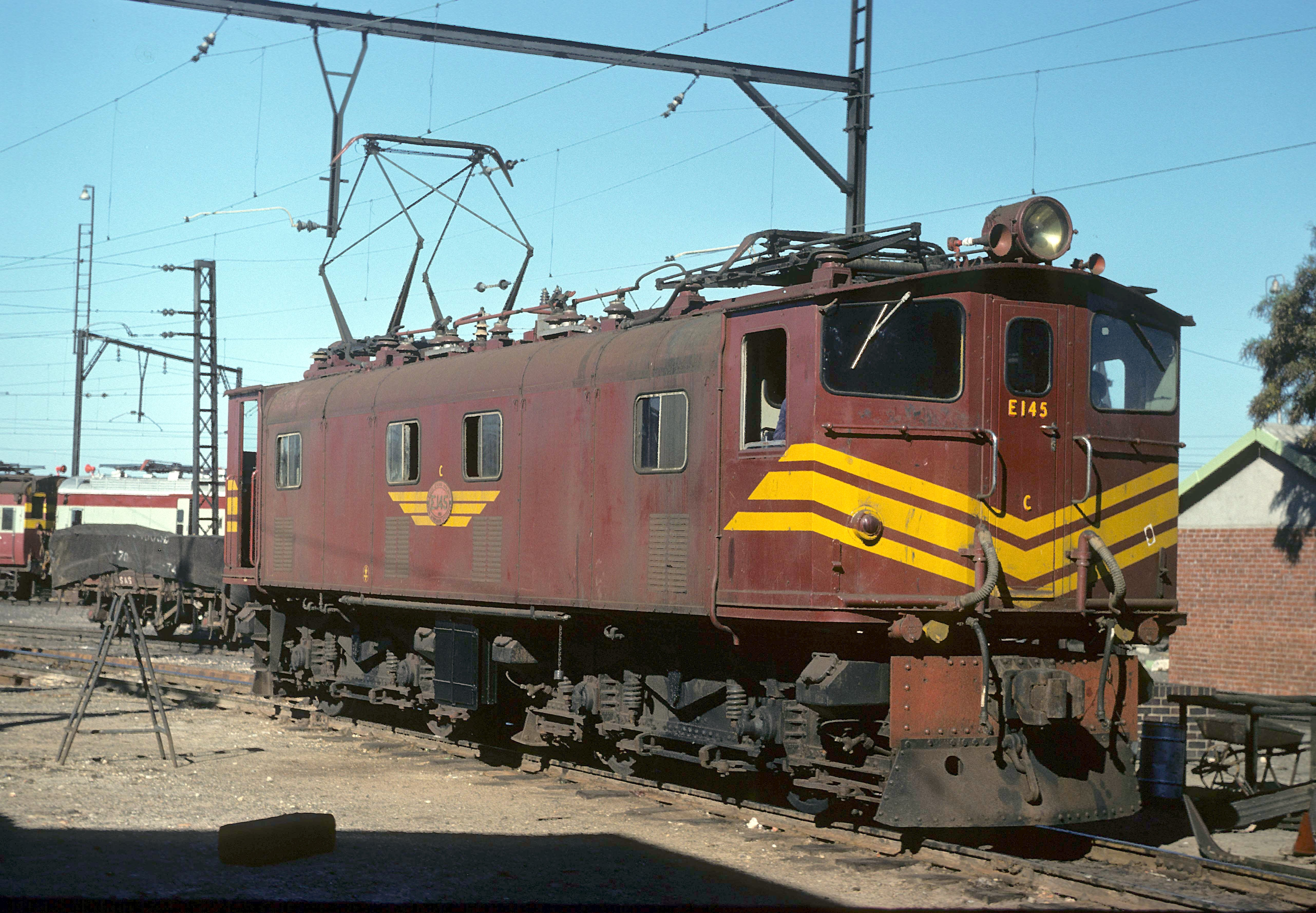
Clasa 1ES Sudafricană (South African Class 1E) în gara Râul Sărat (Salt River), ianuarie 1975

Africa de Sud Clasa 1E din 1925 este o locomotivă electrică din Africa de Sud din epoca căilor ferate Sudafricane
Între 1925 și 1945 Căile Ferate din Africa de Sud au pus in circulație 172 locomotive Clasa 1E, repartizate pe sapte comenzi. Ele au fost primele locomotive destinate pentru traficul feroviar de linii principale în Africa de Sud. Locomotivele au fost produse de către SLM Winterthur, Werkspoor Utrecht, Metro-Vickers și Robert Stephenson and Hawthorns. 
Cele 7 comenzi au fost:

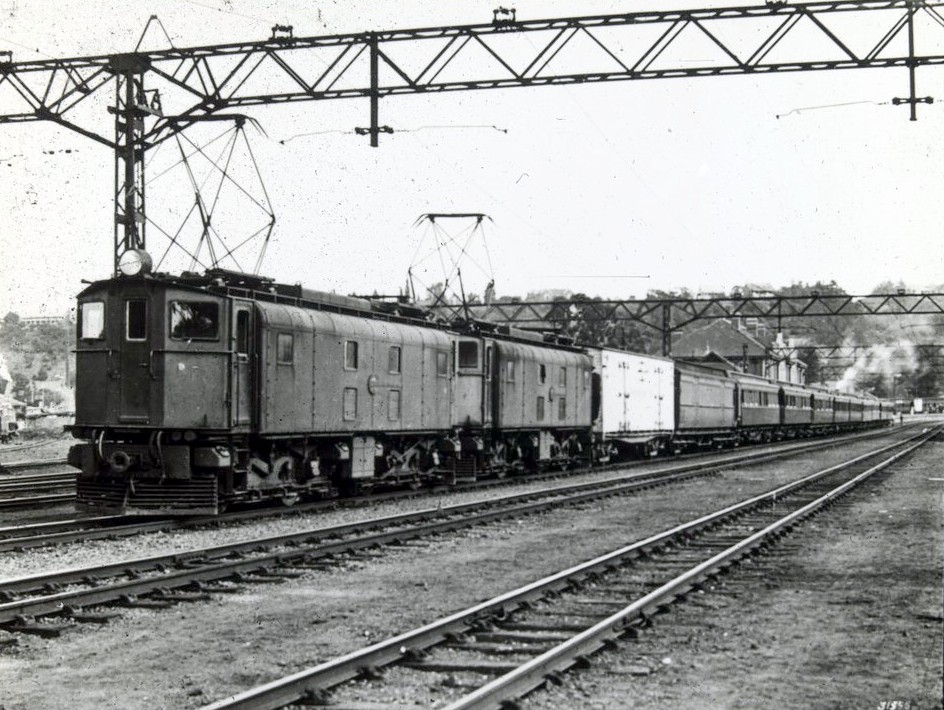
Două locomotive 1E la Natal, 1930

- Seria 1, numerotată de la E1 până la E60, construite de către Schweizerische Lokomotiv- und Maschinenfabrik (Fabrica de Mașnării și Locomotive Elvețiană) între anii 1923-1924. Au mai fost construite de către Metropolitan-Vickers alte câteva locomotive, numerotate de la E61 la E78
- Seria 2, numerotată de la E79 până la E95, și acestea au fost construite de către Metropolitan-Vickers, construite între 1925-1926, intrând în circulație în anul 1927. Acestea erau mai grele față de locomotivele din prima serie.
- Seria 3, numerotată de la E98 până la E102, construite de către Metrovick în 1936.
- Seria 4, numerotată de la E103 până la E122, construite de către Metrovick în 1936.
- Seria 5, numerotată de la E139 până la E160, construite de către SLM în 1938.
- Seria 6, numerotată de la E161 până la E180, construite de către Nederlandsche Fabriek van Werktuigen en Spoorwegmaterieel (Fabrica Olandeză de Mașinării și Locomotive) în 1938.
- Seria 7, numerotată de la E181 până la E190, construite de către Robert Stephenson and Hawthorns în 1944. Deoarece aceste locomotive au fost construite în vreme de război și de măsuri de austeritate care au afectat Anglia în anii 1940, unde au fost produse aceste locomotive, aceste locomotive au fost livrate dezmembrate. Așadar a fost nevoie ca locomotivele să fie construite prin diverse ateliere feroviare din Africa de Sud.

Unele locomotive au fost reconstruite în Clasa 1ES (1 Electrical Shunter, adică 1 Locomotiva Electrică de Manevră) pentru a fi folosite la manevrarea materialului rulant, iar 2 bucăți au fost reconstruite in Clasa ES, locomotive monocabină. Clasa 1E(S) a rămas in serviciu până în 1990, când restul exemplarelor rămase în funcțiune au fost retrase.